# Вулиця Кавказька (Львів)
Ву́лиця Кавказька — вулиця у Залізничному районі міста Львова, в місцевості Сигнівка. Сполучає вулиці Гречану та Самбірську. Прилучаються вулиці Вівсяна, Пшенична та Церетелі.

## Історія
Вулиця виникла на початку XX століття у складі передміського селища Сигнівка. Після входження селища до меж міста 11 квітня 1930 року, вулиці колишнього села були перейменовані або ж новоутвореним вулицям надавалися певні назви. Так, ще до 1938 року вулиця отримала назву Бічна Грудецької дороги II. 1938 року перейменована на вулицю Мєчніка. Сучасна назва вулиця Кавказька, походить з 1950 року, від назви трансконтинентального регіону Кавказ між Чорним та Каспійським морями.

## Забудова
Забудова вулиці Кавказької — одно- і двоповерховий конструктивізм 1930-х років, нові індивідуальні забудови. У 1935—1938 роках на нинішніх вулицях Гречаній, Церетелі, Грузинській та Кавказькій виникла колонія індивідуальних будинків Товариства робітничих осель (пол. TOR). Колонія складалася з одноповерхових спарених будинків двох типів, які продавалися в кредит. Коштом міста тут збудували дитячий садочок та семикласну школу. Нині лише декілька з-понад сотні будинків зберегли свій первісний вигляд.